# Prince Ivanhoe
Die Prince Ivanhoe war ein Fahrgastschiff, das im August 1981 vor der Gower-Halbinsel im Süden von Wales auf ein Unterwasserhindernis lief und verloren ging. Das Schiff war 1951 als Fähre gebaut und zwischen Portsmouth und Ryde auf der Isle of Wight eingesetzt worden.

## Geschichte
Das Schiff wurde unter der Baunummer 1452 auf der Werft William Denny & Bros in Dumbarton gebaut. Der Stapellauf erfolgte am 22. Februar 1951. Das Schiff entsprach weitestgehend einem Entwurf, von dem im Herbst 1948 zwei Einheiten, die Southsea und die Brading, ebenfalls für den Fährverkehr zur Isle of Wight gebaut worden waren.
Das Schiff wurde am 15. Mai 1951 als Shanklin an die British Transport Commission (Southern Region) abgeliefert, die es unter der Flagge des Vereinigten Königreichs mit Heimathafen Portsmouth zusammen mit den beiden zuvor gebauten Schiffen im Fährverkehr zwischen Portsmouth und Ryde auf der Isle of Wight einsetzte. Nach der Aufhebung der British Transport Commission und der Aufteilung der Verantwortlichkeiten auf verschiedene Nachfolgeorganisationen zum 1. Januar 1963 kam das Schiff zum British Railways Board. Später ging hieraus die Fährreederei Sealink hervor, die den Fährverkehr zur Isle of Wight am 1. Januar 1979 übernahm.
Die Fähre verkehrte noch bis Februar 1980 zwischen Portsmouth und Ryde und lag dann als Ersatzschiff in Portsmouth.
Im November 1980 wurde das Schiff an die Firth of Clyde Steam Packet Company verkauft und ab Mai 1981 als Prince Ivanhoe von Waverley Excursions für Ausflugsfahrten im Bristol Channel genutzt.
Am 3. August 1981 befand sich das Schiff mit rund 450 Passagieren an Bord auf einer Fahrt von Mumbles um die Gower-Halbinsel, als es mit einem Unterwasserhindernis kollidierte. Der Rumpf des Schiffes wurde dabei auf rund 18 Metern Länge aufgerissen. Um das Sinken des Schiffes zu verhindern, setzte der Schiffsführer das Schiff auf den nahen Strand vor Port Eynon. Passagiere und Schiffsbesatzung wurden gerettet. Zwei Passagiere erlitten einen Herzinfarkt, einer von ihnen starb.
Versuche, das Schiff zu bergen, schlugen fehl. Die Reste des Wracks wurden schließlich im Sommer 1984 entfernt.

## Technische Daten und Ausstattung
Das Schiff wurde von zwei in Lizenz gebauten Zweitakt-Achtzylinder-Dieselmotoren (Typ: Sulzer 8-MG-32) mit 1417 kW Leistung angetrieben. Die Motoren wirkten auf zwei Propeller und verliehen dem Schiff eine Geschwindigkeit von 14 kn.
Das Schiff verfügte über vier Decks. Auf den unteren beiden Decks befanden sich mehrere Aufenthaltsräume für die Passagiere, die anders als bei den beiden zuvor gebauten Fähren nicht mehr in zwei Klassen unterteilt waren, Bereiche für die Schiffsbesatzung sowie der Maschinenraum. Oberhalb des Hauptdecks befanden sich offene Decksbereiche für die Passagiere sowie das Steuerhaus. Vor dem Steuerhaus befand sich ein Laderaum für den Transport von Gepäck und Versorgungsgütern für die Isle of Wight. Das Schiff konnte über 1300 Passagiere befördern.
Im Winter 1966/1967 wurde das Schiff modernisiert und dabei mit einem Spardeck erweitert, auf dem zusätzliche Sitzplätze für Passagiere eingerichtet wurden.